# Katedra Najświętszej Marii Panny w Antwerpii
Katedra Najświętszej Marii Panny – kościół w Antwerpii w Belgii, jest jedną z najwyższych budowli sakralnych na świecie.
Jest to największy i najbardziej znaczący kościół gotycki w Belgii. Jednak ze względu na liczne przebudowy jej styl nabrał cech nie tylko gotyku, lecz także renesansu, baroku, rokoko i innych. Budowa jej trwała prawie 200 lat. Rozpoczęta w 1352, a zakończona została 1521. Od tamtej pory góruje nad całym miastem do tej pory pozostając najwyższym budynkiem Antwerpii. Na przestrzeni wieków przeszła ona bardzo wiele, m.in. grabieże, pożar, demolowanie przez protestantów i inne.

## Opis

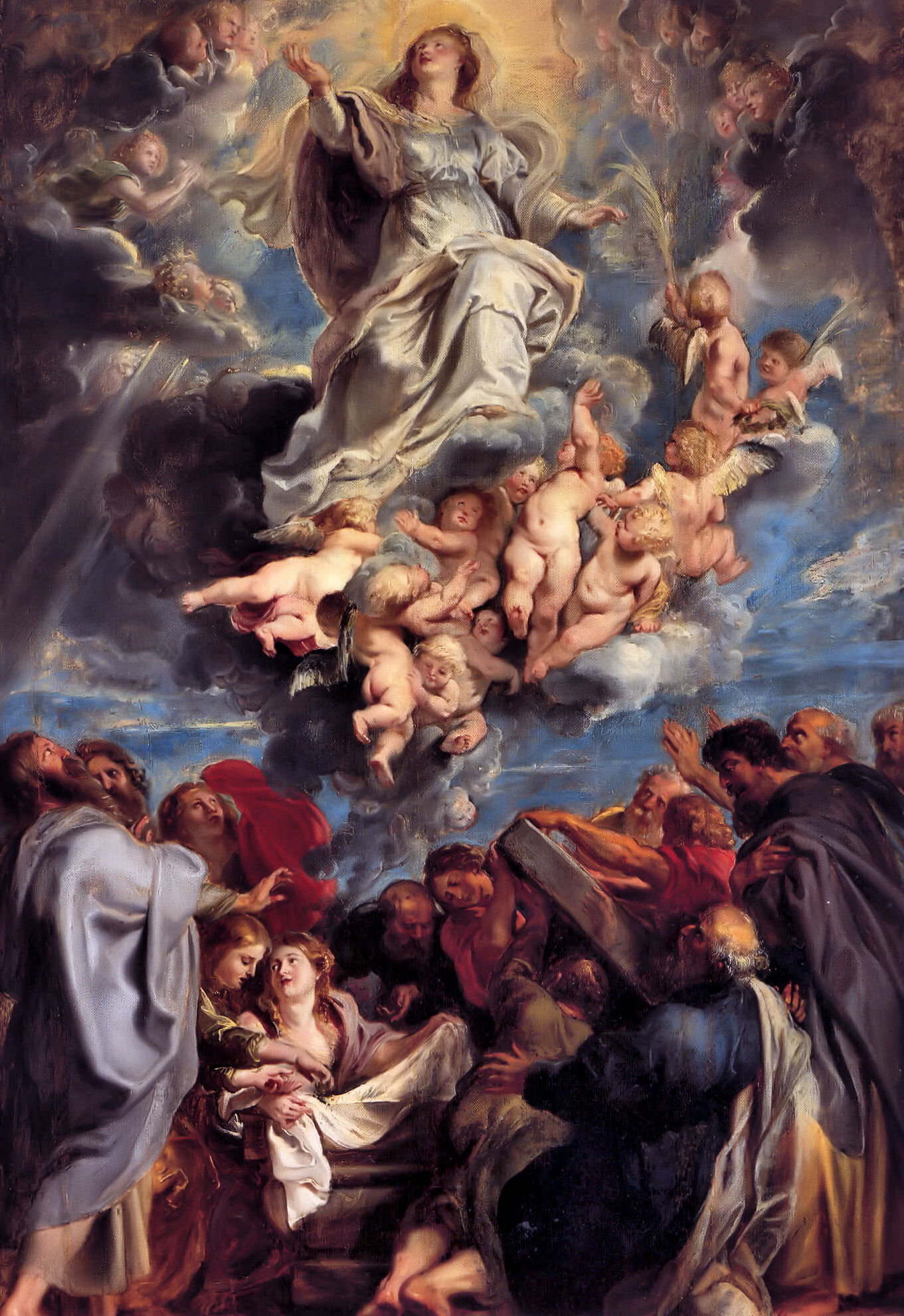
Wniebowzięcie NMP

Katedra w Antwerpii została wzniesiona głównie z cegły i białego kamienia. Jest to przykład gotyku brabanckiego. W trakcie jej budowy styl architektoniczny zmieniał się. U podnóża jest to dość surowy, ciężki budynek. Jednak im wyżej, tym staje się on coraz bardziej zdobniczy, a samo zwieńczenie jest już bardzo urozmaicone. Północna wieża ma 123 metry wysokości, natomiast południowa zaledwie 65,3 metrów. Katedra jest długa na 118 metrów, a w najszerszym miejscu jej nawa ma 53,5 metra. Całkowita powierzchnia wynosi około 8 000 m². Ma 2 400 miejsc siedzących, a w całej katedrze może zmieścić się nawet 25 000 osób. Katedra składa się z 7 naw, 125 kolumn, 128 okien (55 witrażowych), wieża północna, wieża południowa, ośmioboczna latarnia na przecięciu nawy i transeptów, chór, ambit i 11 kaplic.
Wewnątrz tej budowli znajduje się wiele dzieł sztuki: rzeźby (Madonna z Dzieciątkiem, Matka Boża z Antwerpii), obrazy (m.in. Rubensa – Podniesienie krzyża i  Zmartwychwstanie Jezusa oraz Wniebowzięcia Najświętszej Maryi Panny), retabulum św. Józefa, Tron anielski z pozłacanego i posrebrzanego drewna, witraże, grobowiec biskupa Mariusa Ambrosiusa Capello, piękne organy, stelle, bogato zdobiona ambona, tabernakulum w postaci Arki przymierza i inne. Obecnie za opłatą można zwiedzać jej wnętrze i wszystkie dzieła sztuki w jej wnętrzu. W środku znajduje się także sklep z pamiątkami, gdzie można kupić przewodniki po katedrze w wielu językach (w tym po polsku).

## Historia

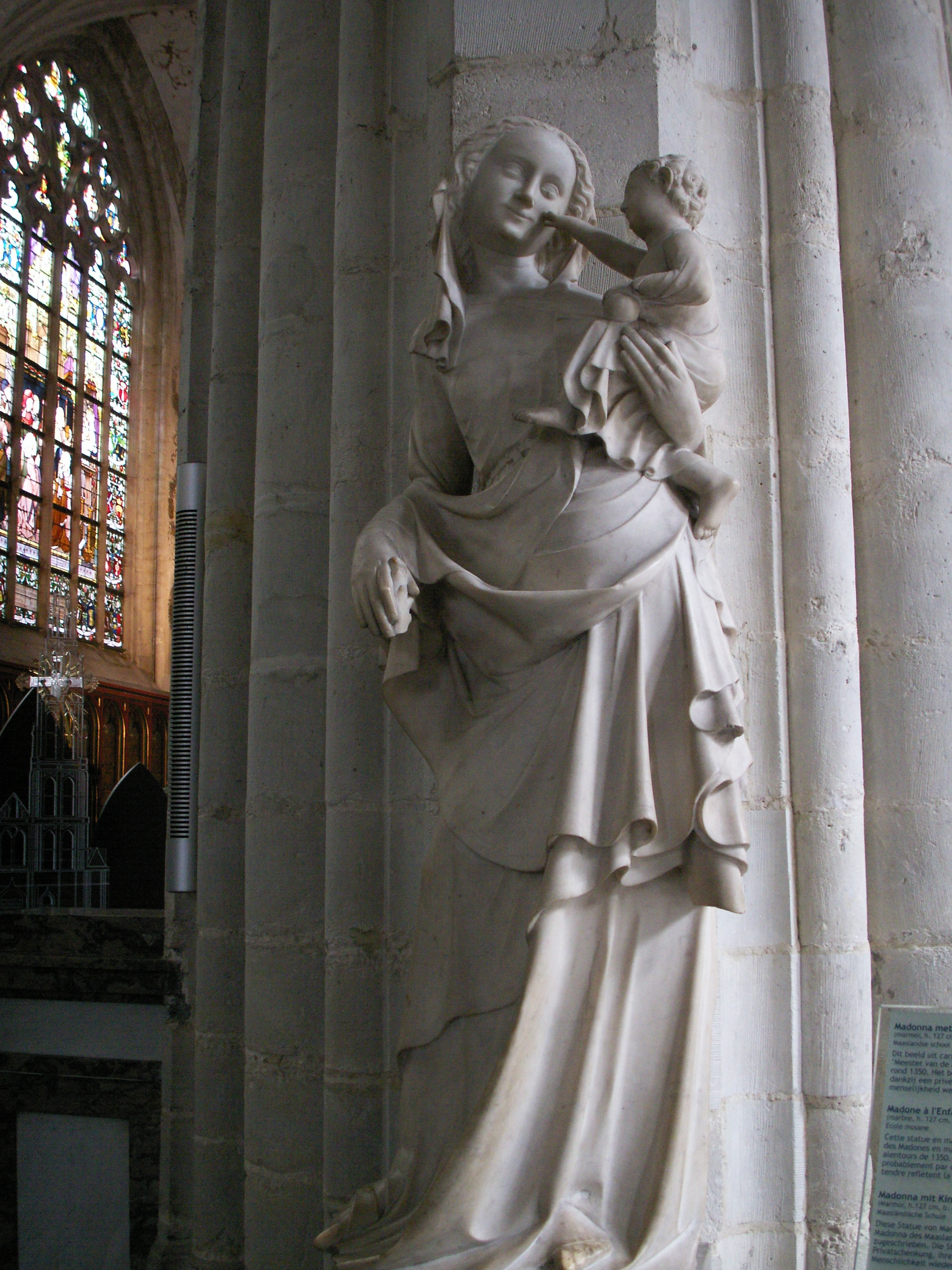
Madonna z dzieciątkiem

Pomiędzy IX a XII wiekiem znajdowała się w tym miejscu mała kapliczka, która w roku 1124 zyskała status kościoła parafialnego. Następnie wybudowano tu większy kościół w stylu romańskim. Budowa tej katedry, która stoi tu do dziś, rozpoczęta została w 1352 roku. W pierwotnych zamierzeniach miała ona mieć 2 równej wysokości wieże. Już po ukończeniu budynku w roku 1533, w nocy z 5 na 6 października wybuchł pożar. Strawił on dużą część budynku. W jego wyniku budowę drugiej wieży odłożono, a następnie zaniechano w ogóle. W 1559 kościół zyskał status katedry i został główną siedzibą biskupstwa antwerpskiego. 20 sierpnia 1566 roku, protestanci zdemolowali dużą część świątyni ze względu na panujący ikonoklazm. Od 1581, gdy miasto znalazło się pod panowaniem protestantów ponownie kościół został zdemolowany, a dzieła sztuki które się w nim znajdowały zostały zniszczone lub wywiezione. Kolejne grabieże miały miejsce w trakcie rewolucji francuskiej. W 1794 roku rewolucjoniści po tym, jak opanowali te tereny, zdewastowali kościół. Rozważano później nawet jego wyburzenie jednak ostatecznie pozostał na swoim miejscu. W przeciągu wieku XIX do katedry powracały dzieła sztuki, wcześniej z niej zrabowane, a sam budynek został odrestaurowany. Ostatnie duże prace konserwatorskie miały miejsce w latach 1965–1993.